# かがくのとも
かがくのともは、福音館書店が刊行している月刊科学絵本。

## 概要
1969年創刊。身近なテーマから発見の喜びや驚きを伝え、子どもに科学の面白さを伝えることを目指すシリーズ。対象年齢は5〜6歳。
「かがくのとも」のうち人気の高いものはハードカバー「かがくのとも絵本傑作集」シリーズとして刊行されている。
他に、対象年齢が3歳以上の姉妹シリーズ「ちいさなかがくのとも」（2002年創刊）がある。

## 主な作品
- ぼく、だんごむし（文：得田之久、絵：たかはしきよし）
- みんなうんち（作：五味太郎）
- さくら（文：長谷川摂子、絵：矢間芳子）
- 中をそうぞうしてみよ（作：佐藤雅彦、ユーフラテス）
- かもつせんのいちにち（作：谷川夏樹） - 2018年3月号。業界団体が小学校などに寄贈する動きも起き、月刊誌としては異例の増刷が行われ、発行部数は9万部に達した[2][3]。

## 節目の号

### かがくのとも
| 号数               | 月号         | 作品                      | 著者                                     |
| ------------------ | ------------ | ------------------------- | ---------------------------------------- |
| 1号                | 1969年4月号  | しっぽのはたらき          | 文：川田健、絵：薮内正幸、監修：今泉吉典 |
| 100号              | 1977年7月号  | みんな うんち             | 作：五味太郎                             |
| 121号 （創刊10年） | 1979年4月号  | らいおん                  | 作：金尾恵子、監修：増井光子             |
| 200号              | 1985年11月号 | あかちゃん こんにちは     | 文：長谷川摂子、絵：沼野正子             |
| 241号 （創刊20年） | 1989年4月号  | しんぶんしでつくろう      | 作：よしだきみまろ                       |
| 300号              | 1994年3月号  | つくし                    | 作：甲斐信枝                             |
| 361号 （創刊30年） | 1999年4月号  | いろいろ おりがみ         | 文・作図：笠原邦彦、絵：たるいしまこ     |
| 400号              | 2002年7月号  | てと てと てと て         | 作：浜田桂子                             |
| 481号 （創刊40年） | 2009年4月号  | バナナのはなし            | 文：伊沢尚子、絵：及川賢治               |
| 500号              | 2010年11月号 | どこまで ゆくの?          | 作：五味太郎                             |
| 600号              | 2019年3月号  | つちはどこ?               | 作：坂井治                               |
| 601号 （創刊50年） | 2019年4月号  | ポットくんと テントウくん | 文：真木文絵、絵：石倉ヒロユキ           |

### ちいさなかがくのとも
| 号数               | 月号         | 作品                                | 著者                             |
| ------------------ | ------------ | ----------------------------------- | -------------------------------- |
| 1号                | 2002年4月号  | からだのなかで ドゥン ドゥン ドゥン | 文：木坂涼、絵：あべ弘士         |
| 100号              | 2010年7月号  | くさはらの わたしの へや            | 作：松岡達英                     |
| 121号 （創刊10年） | 2012年4月号  | だんごむしの おうち                 | 文：澤口たまみ、絵：たしろちさと |
| 200号              | 2018年11月号 | あかくん うみを わたる              | 作：あんどうとしひこ             |

## 関連書籍
- 『かがくのとものもと　月刊科学絵本「かがくのとも」の50年』福音館書店、2019年。ISBN 978-4-8340-8444-3。